# Lily Brett

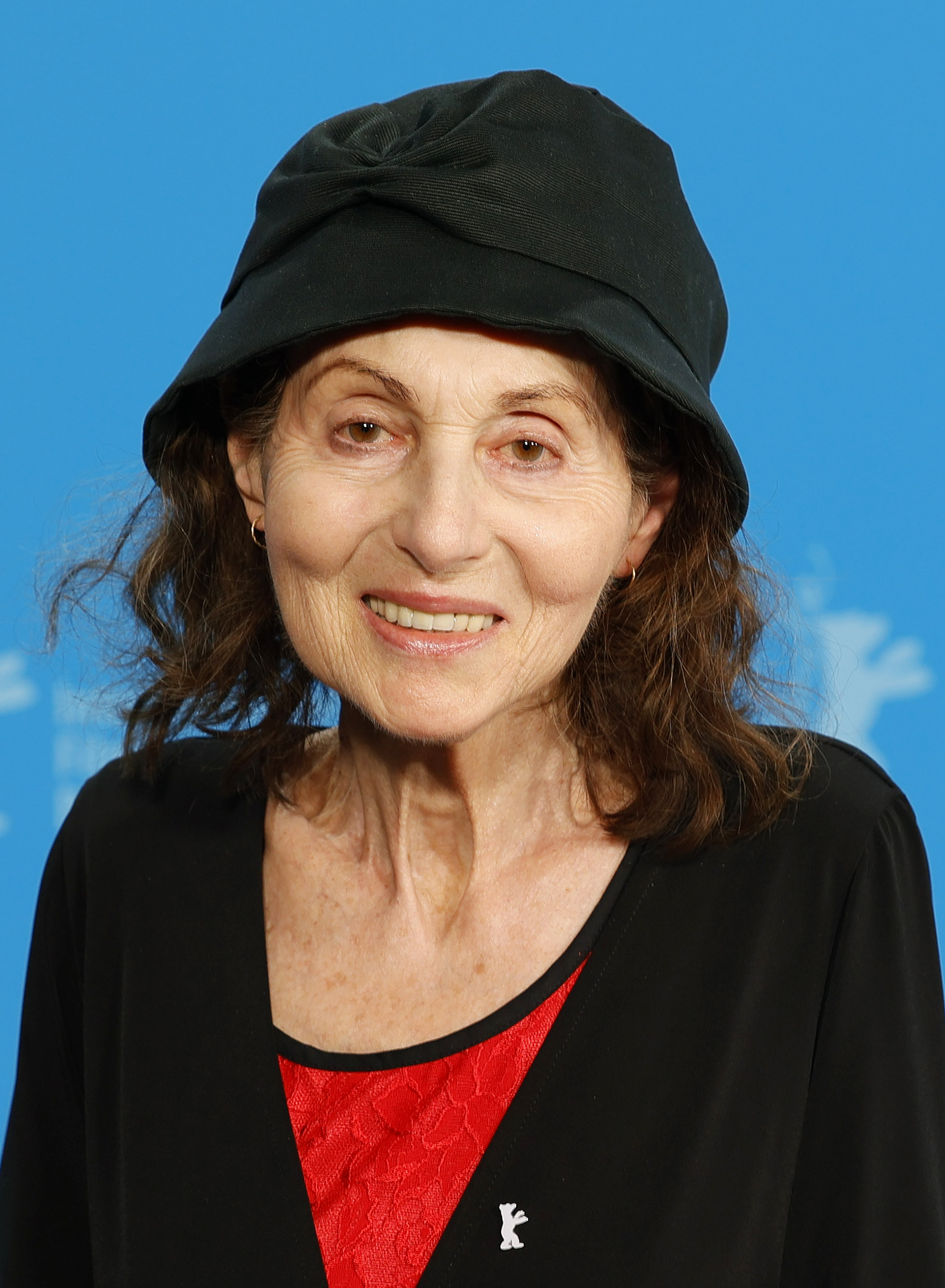
Lily Brett (2024)

Lily Brett OAM (* 5. September 1946 in Feldafing; gebürtig Lilijahne Breitstein; auch Luba Brajsztajn) ist eine australisch-amerikanische Schriftstellerin.

## Leben
Lilijahne Breitstein wurde in Feldafing geboren. Ihre Eltern, die zu dem Zeitpunkt im DP-Lager Feldafing lebten, einem Lager für Displaced Persons, hatten als Juden eine Odyssee durch verschiedene Zwangsarbeitslager überlebt. Sie hatten im Zwangsghetto Litzmannstadt geheiratet, wurden im KZ Auschwitz getrennt und fanden sich nach der Befreiung wieder. 1948 emigrierte die Familie nach Australien.
Lily Brett wuchs in Melbourne auf. Mit 19 Jahren begann sie für ein Rockmagazin zu schreiben, unter anderem interviewte sie Popgrößen wie Jimi Hendrix, The Who und die Rolling Stones. Nach einer frühen ersten Ehe mit einem australischen Rockmusiker ist sie nun mit dem Maler David Rankin verheiratet. Sie leben mit ihren drei Kindern in New York.
Bekannt wurde Brett durch den Roman Einfach so.
2014 wurde sie für den Roman Lola Bensky mit dem Prix Médicis étranger ausgezeichnet.
Die Deutsche Julia von Heinz verfilmte Bretts Roman Too Many Men (dt. Titel: Zu viele Männer) unter dem Titel Treasure – Familie ist ein fremdes Land (2024).

## Werke
- 1986 The Auschwitz Poems. Scribe, Brunswick, Australia, ISBN 0-908011-10-5, DNB 101650585X.
- 1987 Poland and Other Poems. Scribe, Brunswick, Australia, ISBN 0-908011-13-X.
- 1990 Things could be Worse.
  - deutsch: 2002 Alles halb so schlimm. Übersetzung: Melanie Walz.
- 1990 After the War.
- 1991 What god wants
  - deutsch: 2004 Ein unmögliches Angebot. übersetzt von Brigitte Heinrich und Melanie Walz, Deuticke, Wien / München ISBN 3-216-30448-5.
- 1992 Unintended Consequences.
- 1994 Just Like That.
  - deutsch: 1998 Einfach so. Roman. Übersetzung: Anne Lösch, Deuticke, Wien / München, ISBN 3-216-30367-5.
- 1997 In Full View.
  - deutsch: 1999 Zu sehen. Übersetzung: Anne Lösch, Deuticke, Wien / München, ISBN 3-216-30446-9.
- 1999 Collected Stories.
- 2000 New York.
  - deutsch: 2001 New York. Übersetzung: Melanie Walz, Suhrkamp, Frankfurt am Main
- 2001 Too Many Men.
  - deutsch: 2002 Zu viele Männer. Übersetzung: Melanie Walz, Deuticke, Wien / Frankfurt am Main, ISBN 3-216-30508-2.
- 2001 Tagebuch einer Reise. Übersetzung: Melanie Walz, Deuticke, Wien, ISBN 3-216-30607-0.
- 2003 Between Mexico and Poland.
  - deutsch: 2003 Von Mexiko nach Polen. Übersetzung: Melanie Walz. Deuticke, Wien / Frankfurt am Main, ISBN 3-216-30556-2.
- 2005 You Gotta Have Balls.
  - deutsch: 2006 Chuzpe, aus dem Englischen von Melanie Walz, Bühnenfassung als gleichnamige Komödie von Dieter Berner, 2012 in den Wiener Kammerspielen uraufgeführt.
- 2008 Liebesgedichte. (Herausgegeben und übertragen von Jutta Kaußen).
- 2012 Lola Bensky.
  - deutsch: 2012 Lola Bensky, übersetzt von Brigitte Heinrich. Suhrkamp, Berlin, ISBN 978-3-518-42330-1.
- 2014 Only in New York. Penguin Books Australia, Melbourne.
  - deutsch: 2014 Immer noch New York. aus dem Englischen von Melanie Walz. Suhrkamp, Berlin, ISBN 978-3-518-42467-4).
- 2014 Wenn wir bleiben könnten. Gedichte, zweisprachig. Übertragung von Jutta Kaußen. Insel, Berlin, ISBN 978-3-458-17610-7.